# Národní muzeum vizuálního umění
Národní muzeum vizuálního umění (španělsky Museo Nacional de Artes Visuales, MNAV) je muzeum v Montevideu, hlavním městě Uruguaye. Bylo otevřeno 10. prosince 1911. Má největší sbírku uruguayských uměleckých děl. Zastoupeni jsou například Rafael Barradas, Joaquín Torres García, José Cúneo, Carlos Federico Sáez, Pedro Figari, Juan Manuel Blanes a Pablo Serrano, který žil v Montevideu dvacet let. V muzeu se také pořádají dočasné výstavy, často putovní výstavy zahraničních umělců.

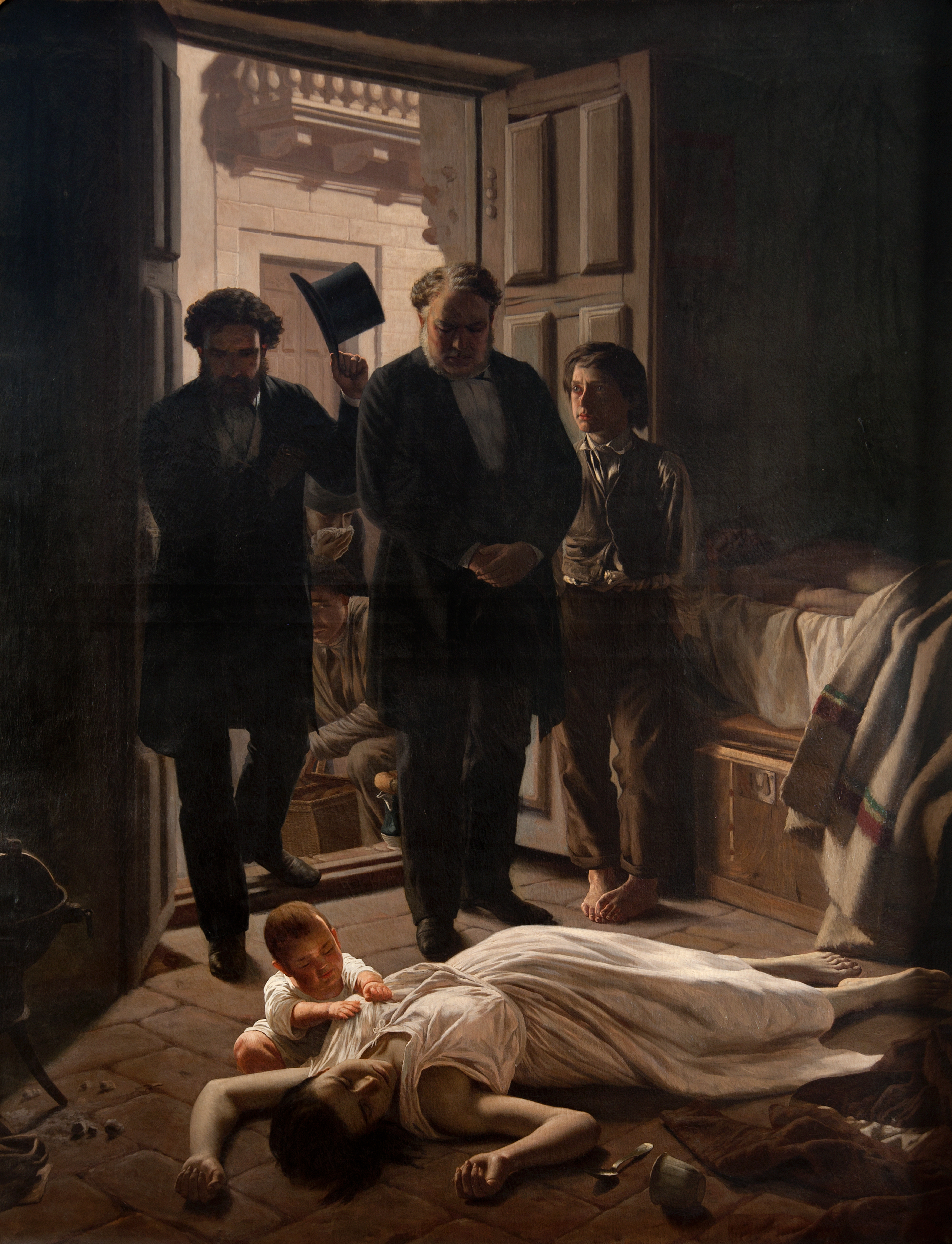
Juan Manuel Blanes, Žlutá zimnice v Buenos Aires (1871), olej na plátně, 230 x 180 cm
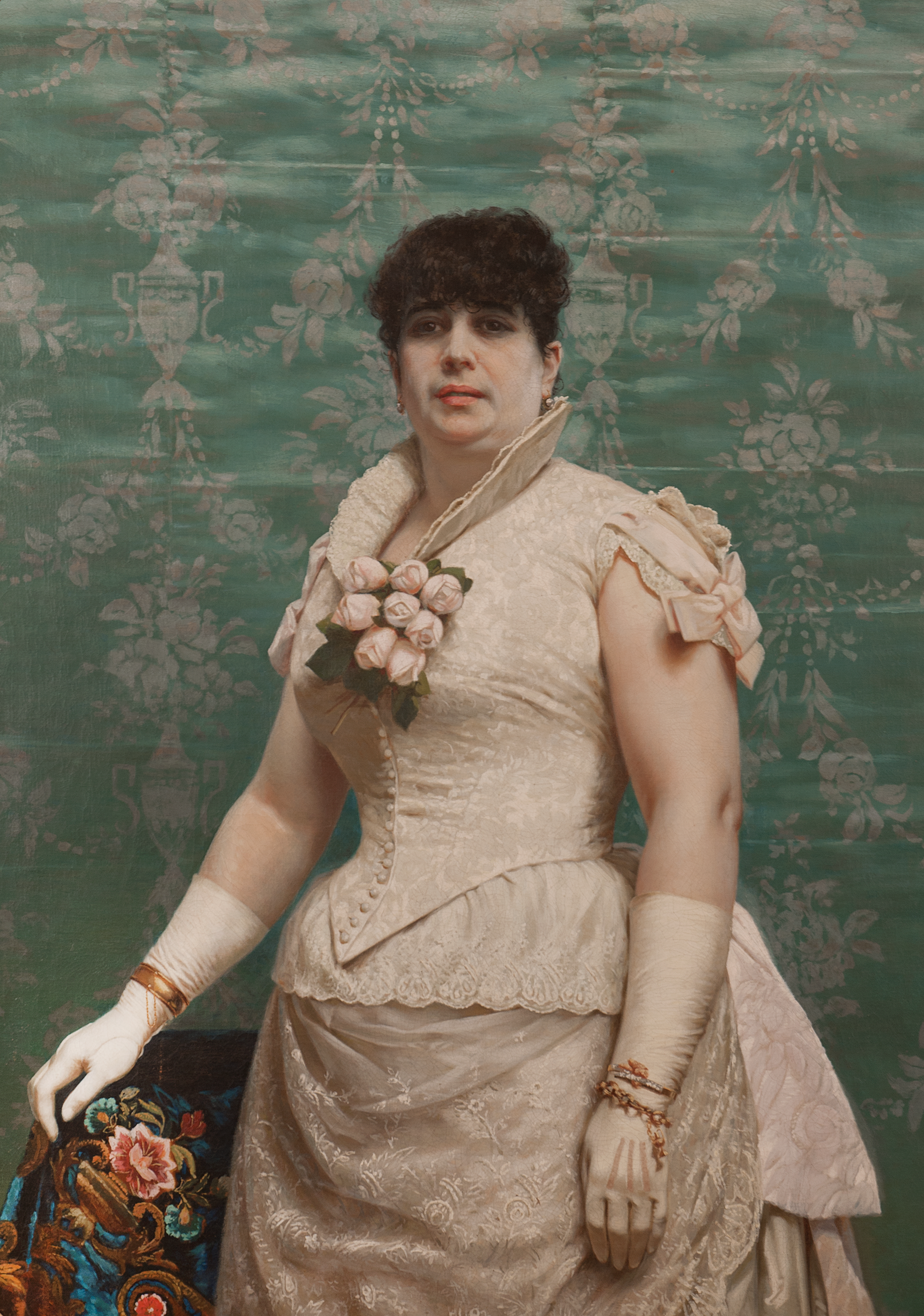
Juan Manuel Blanes, Portrét Carloty Ferreirové (1883), olej na plátně, 130 x 100 cm
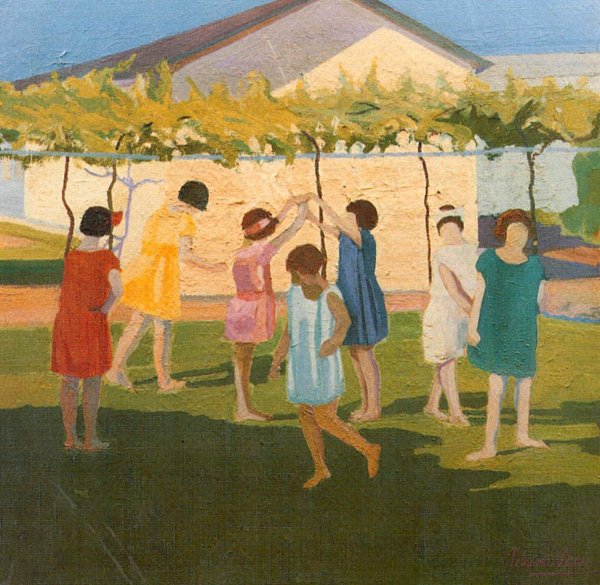
Petrona Vieraová, Volno (1924), olej na plátně, 86 x 90 cm
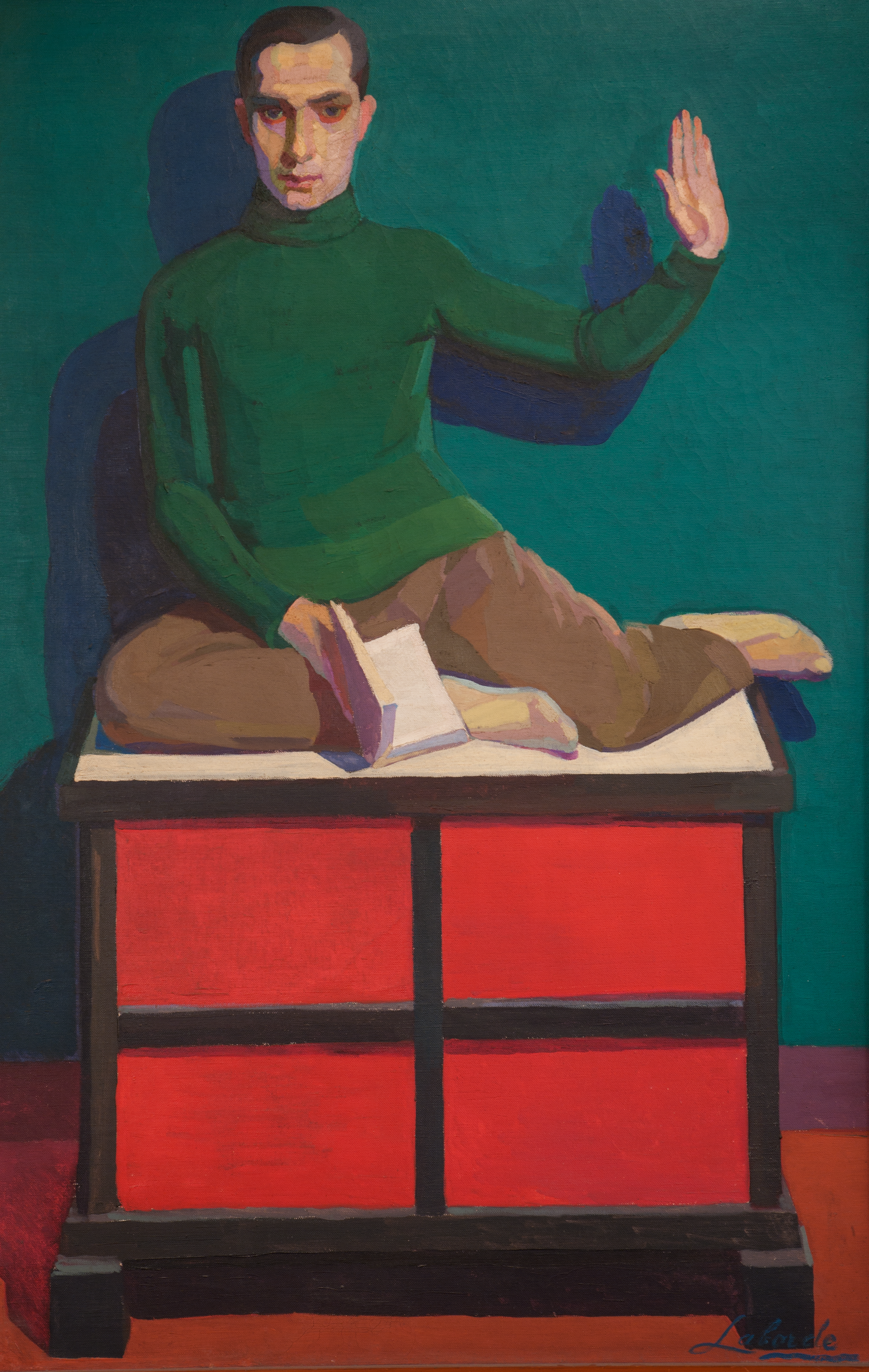
Guillermo Laborde, Luis E. Pombo (asi 1928), olej na plátně, 169 x 110 cm
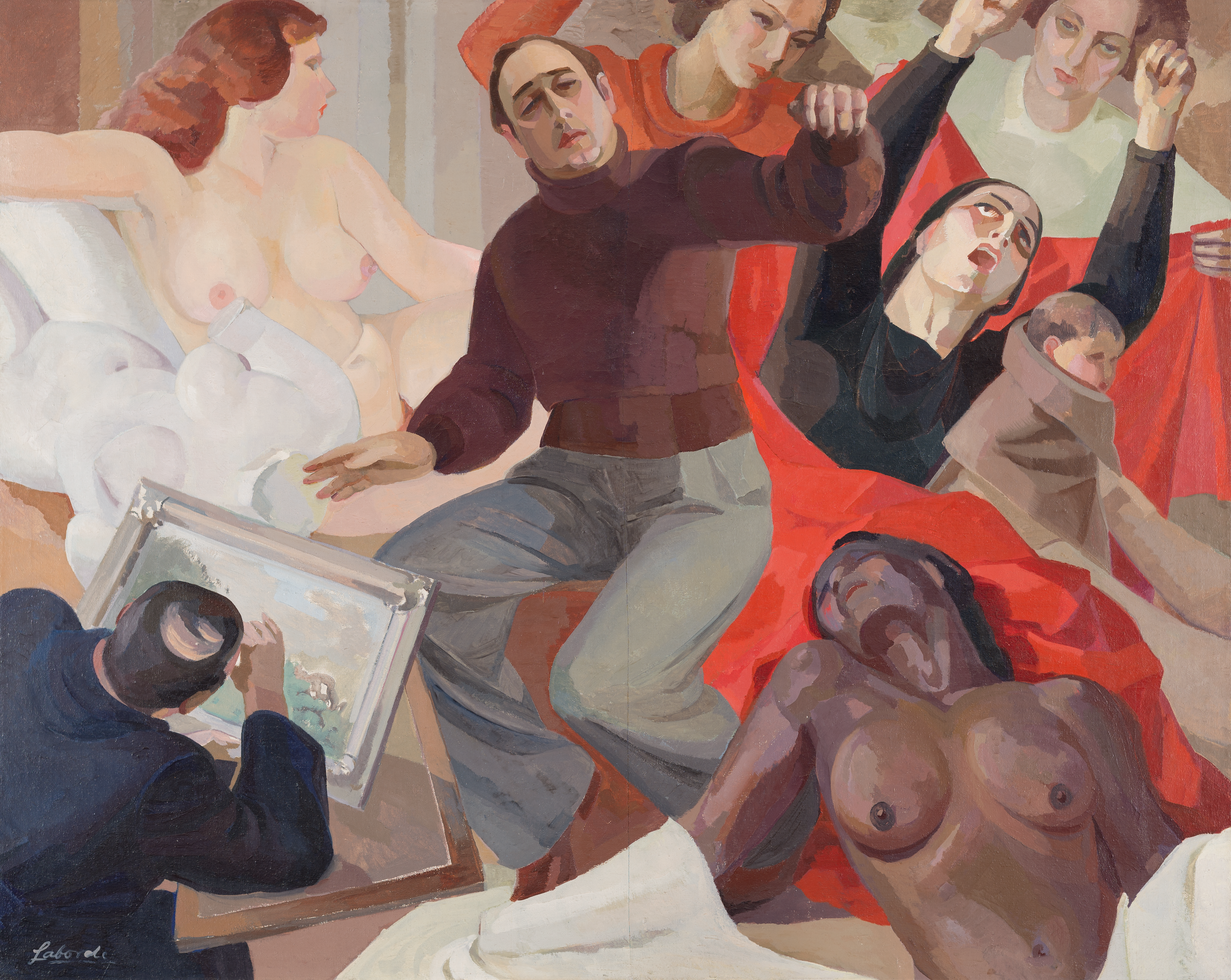
Guillermo Laborde, Autoportrét, olej na plátně, 200 × 250 cm